# Ceph
Ceph je softverski definirana platforma otvorenog koda za pohranu koja implementira pohranu objekata na distribuiranom klasteru računala i koja pruža sučelja za pohranu na razini objekata, blokova i datoteka. Ceph primarno teži potpuno distribuiranom radu bez ijedne točke kvara, skalabilnosti do eksabajtne razine (EB, 1 EB=1 000 000 TB) i visokoj dostupnosti.
Ceph replicira podatke i čini ih tolerantnima na pogreške koristeći standardni hardver i IP protokol te ne zahtijeva posebnu hardversku podršku. Cephov sustav nudi oporavak od katastrofe i redundantnost podataka kroz tehnike kao što su replikacija, erasure coding, snimke u vremenu (engl. snapshot) i kloniranje pohrane. Kao rezultat dizajna, sustav je i samoizlječiv i samoupravljiv, s ciljem smanjenja vremena administracije i drugih troškova.
Pohrani na razini blok-uređaja implementirana je u tzv. RADOS-u (reliable autonomic distributed object store) blok-uređaju (RBD softver), koji čini značajkama bogat sustav pohrane uz sljedeće prednosti:
- Thin provisionning odnosno zauzeće diskovnog prostora samo za one blokove koji stvarno sadrže podatke
- Promjenjive veličine volumena (diskova)
- Distribuiran i redundantan rad
- Punu mogućnost snimanja u vremenu (engl. snapshot) i izrade klonova
- Nema nijednu točku kvara
- Skalabilan do eksabajtne razine (1 000 000+ TB)

S druge strane CephFS implementira datotečni sustav kompatibilan sa standardom POSIX, koristeći Ceph klaster za pohranu podataka. Kako se CephFS nadograđuje na Ceph, dijeli većinu njegovih svojstava. To uključuje redundanciju, skalabilnost, samoiscjeljivanje i visoku dostupnost.
Neke od velikih produkcijskih implementacija Cepha uključuju organizacije CERN, OVH i DigitalOcean.

## Poveznice
- Proxmox Virtual Environment
- OpenStack

## Vanjske poveznice
- Preporuke pri odabiru hardvera za Ceph (engleski), ceph.com